# أرمينيا في الألعاب الأولمبية الصيفية 2012
من المقرر ان تدخل أرمينيا للمنافسة في دورة ألعاب أولمبية صيفية 2012، لندن المملكة المتحدة، في الفترة من 27 يوليو - 12 أغسطس 2012. وستشارك ب 19 رياضي في 7 رياضة